# 动态不一致
在經濟學相關領域中，動態不一致（英語：dynamic inconsistency）是指，決策者在某個時間點做出的最優計劃（英語：optimal plan）在以後的時間點不再是最優的情況。當參與者希望在參與期間更改所選策略時，這可能會在博弈論中發生。例如，政府可能會發現宣布緊縮貨幣政策以說服工人接受低加薪是最佳選擇。 一旦低薪漲幅被接受，政府可能會發現實施寬鬆的貨幣政策以提高產出更為可取。 動態不一致也出現在行為經濟學中，通常被稱為“時間不一致”。 時間不一致的決策者可以被視為由許多不同的“自我”組成。 每個自我代表不同時間點的決策者。 當獨立自我做出的選擇順序與初始自我計劃的選擇不同時，就會出現時間不一致。
動態不一致反映了經濟主體偏好在一段時間內不斷變化的性質，並可能導致這些偏好在偏好連續體的某個點上有所不同；這會產生不一致。這意味著並非所有選定的偏好都是一致的，並且偏好連續體中的某處存在錯位。研究顯示，與最初的預先承諾發生轉變的原因之一是，時間為經濟主體提供了許多他們在初始時間點中做出決策時可能沒有考慮過的選擇，有鑑於他們所掌握的信息；因此，動態不一致的發生是由於不完全信息的存在。

## 博弈论中
在博弈论中, 动态不一致描述动态博弈中一个参与者针对未来某阶段的最佳策略在那一个时间到来的时候将不再是最佳的。

## 行为经济学中
在行为经济学中, 时间 不一致描述决策者的不同个自我在现在和将来做选择的时候拥有许多不同的偏好。

## 举例
- 学生在考试的前一天晚上，常常希望可以多一天的时间复习考试。那天晚上，如果问这样的学生，他可能会同意承诺支付，比方说，10元钱使第二天的考试延期举行。然而在举行的考试的一个月前，学生普遍不在乎考试是否推迟一天。而且，事实上，如果学生们在学期开始被提出了同样问题，也就是说，他们可以通过在注册过程中支付10美元将考试的日子推迟一天，他们可能会拒绝这一提议。选择是相同的，尽管在不同的时间点提出。因为它的结果将在时间点上有所不同，学生们会表现出时间不一致。
- 政府的政策制定者也遭受动态不一致，因为他们的最佳选择是承诺明天将有较低的通货膨胀。但是，一旦明天到来了，降低通货膨胀就可能产生的负面影响，如增加失业，所以他们并没有太大的努力降低通货膨胀。这是为什么有人认为独立中央银行对于一个国家是有利的：他们的独立使他们做决策时能够只关心最大的利益，而不为政府决策者的利益服务。
- 文学中著名的希腊神话的奥德修斯和塞壬的故事就表现了一种动态不一致。奥德修斯很好奇且希望聽到塞壬的歌声，但考虑到的危险，奥德修斯命令他的人把他的耳朵用蜂蜡堵塞起来，把他自己绑在船的桅杆上。最重要的是，他命令他的手下在他们通过塞壬时不要去听他自己的哭声。奥德修斯意识到在未来，他可能丧失理智地行动，于是奥德修斯限制了他未来的选择，并结合自己的承诺机制（即绑在桅杆），以度过这个危险的动态不一致的例子。经济学家使用这个例子已经解释了承诺机制的好处（在减少动态不一致方面）。[3]

## 大型數據庫與人工智能之影響
研究指出，存儲結構化和非結構化數據的大型數據庫的出現，以及人工智能分析的存在，將緩和動態不一致之情況。智能主體將迅速協助經濟主體從不同來源收集信息；一旦收集到這些信息，將對其進行分析，這將減少不確定性，從而為行動者提供多種選擇。人工智能也會喚醒行動者的潛意識，挑戰動態不一致與知情選擇的概念。因此，人工智能將為經濟主體提供強大輔助，使他們能夠以一定的準確性做出預測，從而緩和動態不一致。